# Vermeijius virginiae
Vermeijius virginiae is een slakkensoort uit de familie van de Fasciolariidae. De wetenschappelijke naam van de soort werd in 2002 voor het eerst geldig gepubliceerd door Hadorn & Fraussen.